# Eli Escorpià
Eli Escorpià (en llatí Aelius Scorpianus) va ser un magistrat romà del segle iii.
Va ser nomenat cònsol l'any 276 quan Marc Aureli Probe fou proclamat emperador. L'esmenta Flavi Vopisc a la Historia Augusta.